# إي. أليسون كاي
إي. أليسون كاي (بالإنجليزية: E. Alison Kay)‏ هي عالمة رخويات ‏ أمريكية، ولدت في 1928 في ʻEleʻele ‏ في الولايات المتحدة، وتوفيت في 9 يونيو 2008.